# Lijst van gemeentelijke monumenten in Westerkwartier
De gemeente Westerkwartier heeft 77 gemeentelijke monumenten. Hieronder van 56 een overzicht. 

## Aduard
De plaats Aduard kent 5 gemeentelijke monumenten:
| Object                 | Bouwjaar | Architect | Locatie                      | Coördinaten                   | Nr.   | Afbeelding             |
| ---------------------- | -------- | --------- | ---------------------------- | ----------------------------- | ----- | ---------------------- |
| Rechthuis              |          |           | Burgemeester Seinenstraat 3  | 53° 15' 16" NB, 6° 27' 37" OL | 1969/ | Upload foto            |
| Voormalig gemeentehuis |          |           | Burgemeester Seinenstraat 5  | 53° 15' 17" NB, 6° 27' 37" OL | 1969/ | Voormalig gemeentehuis |
| Woonhuis               |          |           | Burgemeester Seinenstraat 18 | 53° 15' 18" NB, 6° 27' 37" OL | 1969/ | Woonhuis               |
| Woonhuis               |          |           | Burgemeester Seinenstraat 66 | 53° 15' 27" NB, 6° 27' 32" OL | 1969/ | Upload foto            |
| Woonhuis               |          |           | Burgemeester Seinenstraat 68 | 53° 15' 27" NB, 6° 27' 31" OL | 1969/ | Upload foto            |

## Enumatil
De plaats Enumatil kent 4 gemeentelijke monumenten:
| Object    | Bouwjaar | Architect | Locatie        | Coördinaten                   | Nr.        | Afbeelding |
| --------- | -------- | --------- | -------------- | ----------------------------- | ---------- | ---------- |
| Woonhuis  |          |           | Dorpsstraat 21 | 53° 12' 56" NB, 6° 24' 28" OL | 1969/WN001 | Woonhuis   |
| Woonhuis  |          |           | Hoendiep 4     | 53° 12' 57" NB, 6° 24' 33" OL | 1969/WN002 | Woonhuis   |
| Boerderij |          |           | Hoendiep 39    | 53° 12' 56" NB, 6° 24' 36" OL | 1969/WN003 | Boerderij  |
| Woonhuis  |          |           | Molenpad 18    | 53° 13' 2" NB, 6° 24' 30" OL  | 1969/WN004 | Woonhuis   |

## Leek
De plaats Leek kent 10 gemeentelijke monumenten:
| Object                                 | Bouwjaar | Architect | Locatie                  | Coördinaten                   | Nr.        | Afbeelding                             |
| -------------------------------------- | -------- | --------- | ------------------------ | ----------------------------- | ---------- | -------------------------------------- |
| Woonhuis                               |          |           | Boveneind 30             | 53° 9' 39" NB, 6° 23' 20" OL  | 1969/WN005 | Woonhuis                               |
| Sluis                                  |          |           | Diepswal                 | 53° 8' 59" NB, 6° 22' 10" OL  | 1969/WN006 | Meer afbeeldingen                      |
| Sluisresten                            |          |           | Middelste Vallaat        | 53° 9' 8" NB, 6° 22' 31" OL   | 1969/WN007 | Sluisresten                            |
| Woonhuis                               |          |           | Midwolderweg 6           | 53° 10' 9" NB, 6° 22' 50" OL  | 1969/WN008 | Woonhuis                               |
| Boerderij                              |          |           | Rodenburg 3              | 53° 10' 14" NB, 6° 22' 19" OL | 1969/WN009 | Boerderij                              |
| Woonhuis                               |          |           | Tolberterstraat 1        | 53° 9' 45" NB, 6° 23' 31" OL  | 1969/WN010 | Woonhuis                               |
| Woon/winkelpand                        |          |           | Tolberterstraat 2a       | 53° 9' 46" NB, 6° 23' 33" OL  | 1969/WN011 | Woon/winkelpand                        |
| Voormalig postkantoor, is 2 monumenten |          |           | Tolberterstraat 33 en 35 | 53° 9' 49" NB, 6° 23' 25" OL  | 1969/WN012 | Voormalig postkantoor, is 2 monumenten |
| Villa                                  |          |           | Tolberterstraat 59       | 53° 9' 55" NB, 6° 23' 11" OL  | 1969/WN013 | Villa                                  |

## Lettelbert
De plaats Lettelbert kent 5 gemeentelijke monumenten:
| Object                           | Bouwjaar | Architect | Locatie         | Coördinaten                   | Nr.        | Afbeelding                       |
| -------------------------------- | -------- | --------- | --------------- | ----------------------------- | ---------- | -------------------------------- |
| Boerderij                        |          |           | Hoofdstraat 155 | 53° 11' 28" NB, 6° 24' 45" OL | 1969/WN014 | Boerderij                        |
| Woonhuis                         |          |           | Hoofdstraat 173 | 53° 11' 33" NB, 6° 25' 5" OL  | 1969/WN015 | Woonhuis                         |
| Woonhuis met voormalige smederij |          |           | Hoofdstraat 176 | 53° 11' 24" NB, 6° 24' 37" OL | 1969/WN016 | Woonhuis met voormalige smederij |
| Woonhuis                         |          |           | Hoofdstraat 182 | 53° 11' 25" NB, 6° 24' 42" OL | 1969/WN017 | Woonhuis                         |
| Woonhuis                         |          |           | Hoofdstraat 200 | 53° 11' 17" NB, 6° 25' 10" OL | 1969/WN018 | Woonhuis                         |

## Midwolde
De plaats Midwolde kent 4 gemeentelijke monumenten:
| Object                           | Bouwjaar | Architect | Locatie               | Coördinaten                   | Nr.        | Afbeelding                       |
| -------------------------------- | -------- | --------- | --------------------- | ----------------------------- | ---------- | -------------------------------- |
| Woonhuis                         |          |           | Hoofdstraat 113       | 53° 10' 47" NB, 6° 23' 12" OL | 1969/WN019 | Meer afbeeldingen                |
| Dubbel woonhuis                  |          |           | Hoofdstraat 119/119 I | 53° 10' 48" NB, 6° 23' 20" OL | 1969/WN020 | Dubbel woonhuis                  |
| Boerderij                        |          |           | Hoofdstraat 148       | 53° 11' 6" NB, 6° 23' 39" OL  | 1969/WN021 | Boerderij                        |
| Boerderij en voormalige pastorie |          |           | Hoofdstraat 129       | 53° 10' 51" NB, 6° 23' 33" OL | 1969/WN022 | Boerderij en voormalige pastorie |

## Oostwold
De plaats Oostwold kent 6 gemeentelijke monumenten:
| Object                                          | Bouwjaar | Architect | Locatie         | Coördinaten                   | Nr.        | Afbeelding                                      |
| ----------------------------------------------- | -------- | --------- | --------------- | ----------------------------- | ---------- | ----------------------------------------------- |
| Woonhuis                                        |          |           | Ericalaan 2     | 53° 12' 6" NB, 6° 26' 26" OL  | 1969/WN023 | Woonhuis                                        |
| Woonhuis                                        |          |           | Ericalaan 8     | 53° 12' 6" NB, 6° 26' 29" OL  | 1969/WN024 | Woonhuis                                        |
| Draaibrug                                       |          |           | over Hoendiep   | 53° 12' 38" NB, 6° 26' 5" OL  | 1969/WN025 | Draaibrug                                       |
| Woonhuis en voormalige pastorie                 |          |           | Hoofdstraat 254 | 53° 12' 4" NB, 6° 26' 21" OL  | 1969/WN026 | Woonhuis en voormalige pastorie                 |
| Woonhuis, helft van voormalige directeurswoning |          |           | Munnikevaart 43 | 53° 11' 58" NB, 6° 26' 53" OL | 1969/WN028 | Woonhuis, helft van voormalige directeurswoning |
| Woonhuis, helft van voormalige directeurswoning |          |           | Munnikevaart 44 | 53° 11' 59" NB, 6° 26' 52" OL | 1969/WN029 | Woonhuis, helft van voormalige directeurswoning |

## Tolbert
De plaats Tolbert kent 15 gemeentelijke monumenten:
| Object                                 | Bouwjaar | Architect | Locatie           | Coördinaten                   | Nr.        | Afbeelding                             |
| -------------------------------------- | -------- | --------- | ----------------- | ----------------------------- | ---------- | -------------------------------------- |
| Woonhuis                               |          |           | Feithsweg 1       | 53° 10' 10" NB, 6° 21' 22" OL | 1969/WN030 | Woonhuis                               |
| Woonhuis                               |          |           | Holmerpad 7       | 53° 9' 58" NB, 6° 20' 50" OL  | 1969/WN031 | Meer afbeeldingen                      |
| Woonhuis                               |          |           | Hoofdstraat 25    | 53° 10' 19" NB, 6° 21' 24" OL | 1969/WN032 | Woonhuis                               |
| Winkelpand                             |          |           | Hoofdstraat 41    | 53° 10' 20" NB, 6° 21' 34" OL | 1969/WN033 | Winkelpand                             |
| Woonhuis                               |          |           | Hoofdstraat 43    | 53° 10' 20" NB, 6° 21' 35" OL | 1969/WN034 | Woonhuis                               |
| Woonhuis                               |          |           | Hoofdstraat 46    | 53° 10' 21" NB, 6° 21' 40" OL | 1969/WN036 | Woonhuis                               |
| Woon/winkelpand en voormalige smederij |          |           | Hoofdstraat 50    | 53° 10' 22" NB, 6° 21' 42" OL | 1969/WN037 | Woon/winkelpand en voormalige smederij |
| Woonhuis en voormalig café             |          |           | Hoofdstraat 57    | 53° 10' 22" NB, 6° 21' 39" OL | 1969/WN038 | Woonhuis en voormalig café             |
| Woonhuis en voormalige pastorie        |          |           | Hoofdstraat 63    | 53° 10' 22" NB, 6° 21' 41" OL | 1969/WN039 | Woonhuis en voormalige pastorie        |
| Boerderij                              |          |           | Hoofdstraat 68    | 53° 10' 28" NB, 6° 21' 58" OL | 1969/WN040 | Boerderij                              |
| Boerderij, in 2016 door brand verwoest |          |           | Leuringslaan 45   | 53° 9' 58" NB, 6° 21' 41" OL  | 1969/WN041 | Meer afbeeldingen                      |
| Woonhuis                               |          |           | Mensumaweg 13     | 53° 10' 31" NB, 6° 21' 41" OL | 1969/WN042 | Woonhuis                               |
| Gemaal Tolberterpetten                 |          |           | Mensumaweg 41 bij | 53° 12' 6" NB, 6° 21' 1" OL   | 1969/WN043 | Gemaal Tolberterpetten                 |
| Woonhuis                               |          |           | Oldebertweg 69    | 53° 10' 18" NB, 6° 21' 54" OL | 1969/WN044 | Woonhuis                               |
| Woonhuis                               |          |           | Oldebertweg 71    | 53° 10' 18" NB, 6° 21' 53" OL | 1969/WN045 | Woonhuis                               |

## Zevenhuizen
De plaats Zevenhuizen kent 6 gemeentelijke monumenten:
| Object                                  | Bouwjaar | Architect | Locatie                   | Coördinaten                  | Nr.        | Afbeelding                              |
| --------------------------------------- | -------- | --------- | ------------------------- | ---------------------------- | ---------- | --------------------------------------- |
| Boerderij                               |          |           | Bremerweg 13              | 53° 6' 9" NB, 6° 18' 46" OL  | 1969/WN046 | Boerderij                               |
| Boerderij                               |          |           | Bremerweg 14-16           | 53° 6' 27" NB, 6° 18' 25" OL | 1969/WN047 | Boerderij                               |
| Voormalig werkhuis en lijkkoetsenhuisje |          |           | Kokswijk 35               | 53° 7' 22" NB, 6° 21' 14" OL | 1969/WN049 | Voormalig werkhuis en lijkkoetsenhuisje |
| Boerderij                               |          |           | Oudestreek 60             | 53° 6' 30" NB, 6° 20' 41" OL | 1969/WN050 | Boerderij                               |
| Woonhuis                                |          |           | Weth. Appelhofplantsoen 1 | 53° 7' 25" NB, 6° 20' 54" OL | 1969/WN051 | Woonhuis                                |
| Woonhuis                                |          |           | Weth. Appelhofplantsoen 9 | 53° 7' 23" NB, 6° 20' 52" OL | 1969/WN052 | Woonhuis                                |

## Zuidhorn
De plaats Zuidhorn kent 1 gemeentelijk monument:
| Object           | Bouwjaar | Architect | Locatie       | Coördinaten                   | Nr.        | Afbeelding       |
| ---------------- | -------- | --------- | ------------- | ----------------------------- | ---------- | ---------------- |
| Hotel in 't Holt |          |           | Hoofdstraat 2 | 53° 14' 36" NB, 6° 24' 31" OL | 1969/WN053 | Hotel in 't Holt |

Eemsdelta ·
Groningen (binnenstad) ·
Groningen (buiten binnenstad) ·
Het Hogeland ·
Midden-Groningen ·
Oldambt ·
Pekela ·
Stadskanaal ·
Veendam ·
Westerkwartier